# Печигера (маяк)
Маяк Печигера или Пунта Печигера (исп. Faro de Pechiguera) — действующий маяк на канарском острове Лансароте. Это второй маяк, построенный в Пунта-Печигера, на юго-западной оконечности острова.

## История
Оригинальный маяк, спроектированный инженером Хуаном де Леоном-и-Кастильо, открылся в 1866 году и состоит из башни высотой 10 метров перед одноэтажным домом смотрителя. Он был деактивирован в 1988 году после строительства нового маяка, а в 2002 году был зарегистрирован как Bien de Interes Cultural в списоке провинции Лас-Пальмас.
Новый маяк, построенный из белого камня, является одним из самых высоких маяков на Канарских островах высотой 50 метров, уступая только маякам Маспаломас на Гран-Канарии 56 метров и Морро-Хабле на Фуэртевентуре высотой 59 метров.

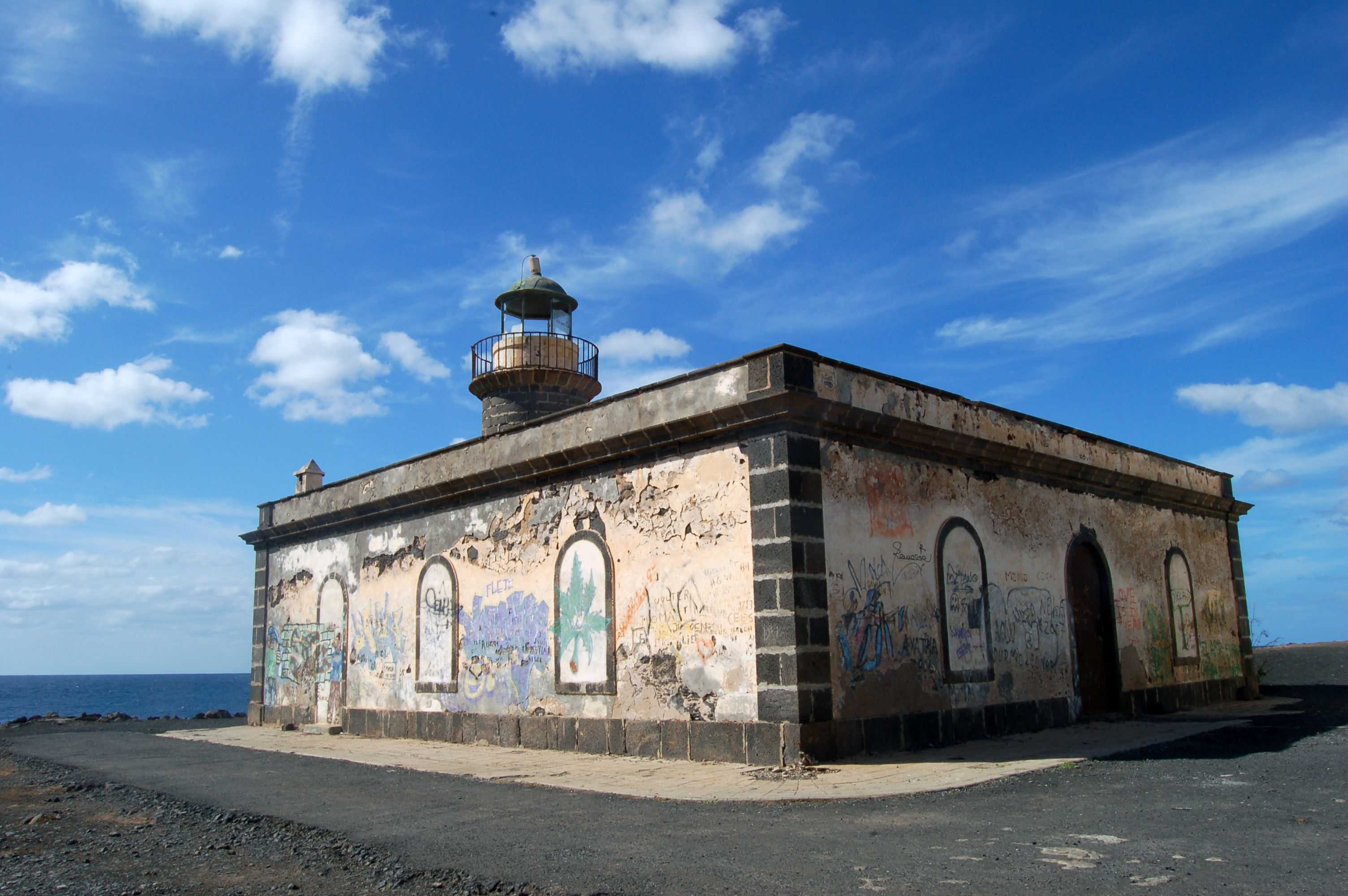
Деталь маяка 1866 г.

При фокусной высоте 55 метров над уровнем моря его свет виден на расстоянии 17 морских миль и состоит из трех вспышек белого света каждые тридцать секунд. В сочетании с огнями в Тостоне и Пунта-Мартиньо он отмечает узкий пролив Ла-Бокайна, разделяющий острова Лансароте и Фуэртевентура.
Пунта-Печигера представляет собой бесплодный мыс вулканических пород; Первоначально довольно изолированный, теперь на него вторгается прибрежная застройка курорта Плая-Бланка. Прибрежная дорожка связывает маяк с центром курорта, большая часть которого состоит из мощеной набережной или эспланады (исп. paseo maritimo) вдоль набережной.
В 2008 году Печигера вместе с пятью другими маяками был изображен на шести памятных марках испанской почтовой службы Correos.